# جيرونيمو بارباديلو
جيرونيمو بارباديلو (بالإسبانية: Gerónimo Barbadillo) (مواليد 29 سبتمبر 1954) هو لاعب كرة قدم. يلعب مع منتخب بيرو لكرة القدم. سبق له أن لعب في كأس العالم لكرة القدم مع منتخب بلاده.

## روابط خارجية
- جيرونيمو بارباديلو على موقع الاتحاد الدولي (مؤرشف)  (الإنجليزية)
- جيرونيمو بارباديلو على موقع قاعدة بيانات كرة القدم.إي يو (الإنجليزية)
- جيرونيمو بارباديلو على موقع ناشيونال فوتبول تيمز (الإنجليزية)
- جيرونيمو بارباديلو على موقع عالم كرة القدم.نت (الإنجليزية)